# Бобырев, Николай Васильевич
Николай Васильевич Бобырев (род. 3 марта 1935, теперь Российская Федерация) — советский партийный деятель, 1-й секретарь Николаевского городского комитета КПУ. Депутат Верховного Совета УССР 11-го созыва.

## Биография
Член КПСС с 1959 года.
В 1963 году окончил Николаевский кораблестроительный институт имени адмирала Макарова.
В 1963 — 1974 г. — помощник строителя, строитель, заместитель секретаря партийного комитета, главный строитель Николаевского завода имени 61-го Коммунара. В 1974 — 1975 г. — секретарь партийного комитета Николаевского судостроительного завода имени 61-го Коммунара.
В 1975 — 1983 г. — 1-й секретарь Корабельного районного комитета КПУ города Николаева.
В 1983 — 1987 г. — 1-й секретарь Николаевского городского комитета КПУ.
Потом — на пенсии в городе Николаеве.

## Награды
- ордена
- медали